# 弗里茨·兰德廷格
弗里茨·兰德廷格（德語：Fritz Landertinger，1914年2月26日—1943年1月18日），奥地利男子皮划艇运动员。他曾代表奥地利参加1936年夏季奥林匹克运动会皮划艇比赛，获得男子单人皮艇10000米银牌。